# Naruyuki Naitō
Naruyuki Naitō (jap. 内藤 就行 Naitō Naruyuki; ur. 9 listopada 1967) – japoński piłkarz występujący na pozycji obrońcy.

## Kariera klubowa
Od 1990 do 2003 roku występował w klubach Honda, Kashima Antlers, FC Tokyo, Avispa Fukuoka i Volca Kagoshima.